# Кастелнуово Калчеа
Кастелнуо̀во Калчѐа (на италиански: Castelnuovo Calcea; на пиемонтски: Castelneuv Brusà, Кастелнеув Бруза) е село и община в Северна Италия, провинция Асти, регион Пиемонт. Разположено е на 246 m надморска височина. Населението на общината е 783 души (към 2010 г.).